# Großmarkthalle
La Großmarkthalle (Mercato coperto all'ingrosso), situata nel quartiere Ostend di Francoforte sul Meno, è stata il più grande mercato all'ingrosso della città, specialmente per quanto riguarda frutta e verdura. È considerata uno degli esempi più importanti di architettura espressionista. È stata chiusa il 4 giugno del 2004.

## Storia
L'imponente struttura sulla riva destra del fiume Meno, adiacente al porto orientale di Francoforte, fu progettata da Martin Elsaesser e inaugurata il 25 ottobre del 1928. Lunga 220 metri, larga 50 e con un'altezza variabile dai 17 ai 23 metri, all'epoca dell'inaugurazione era l'edificio più grande della città. L'area espositiva disponeva di 13.000 metri quadrati di spazio per una capacità di 130 stand, molti dei quali servivano grandi clienti come aziende turistiche e rivenditori.
Dal 1941 in poi, i nazisti utilizzarono la Großmarkthalle come luogo di raccolta per la deportazione di Ebrei da Francoforte e dalla regione circostante. Dal 1997 questo triste ruolo avuto dall'edificio durante l'Olocausto è ricordato da una targa commemorativa.

## Nuova sede della Banca centrale europea

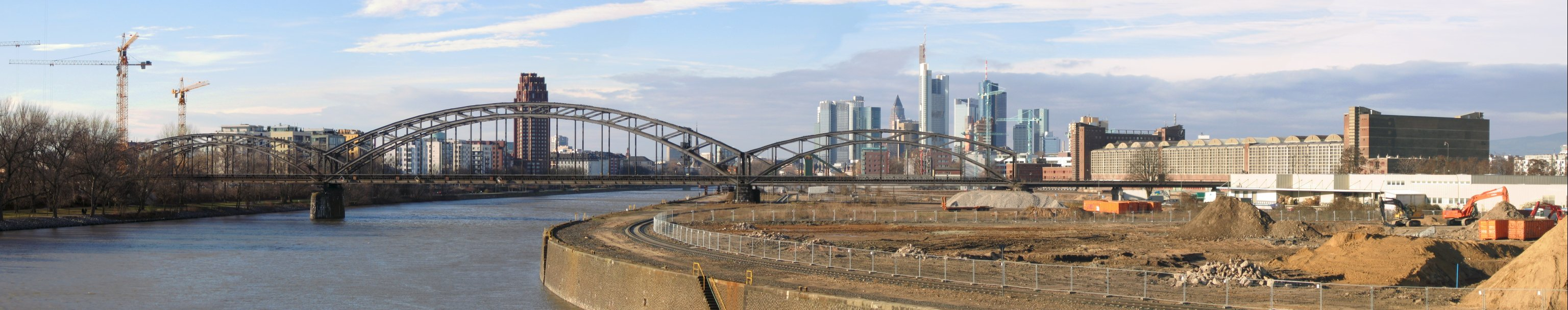
Großmarkthalle (a destra) e il ponte Deutschherrnbrücke (a sinistra)

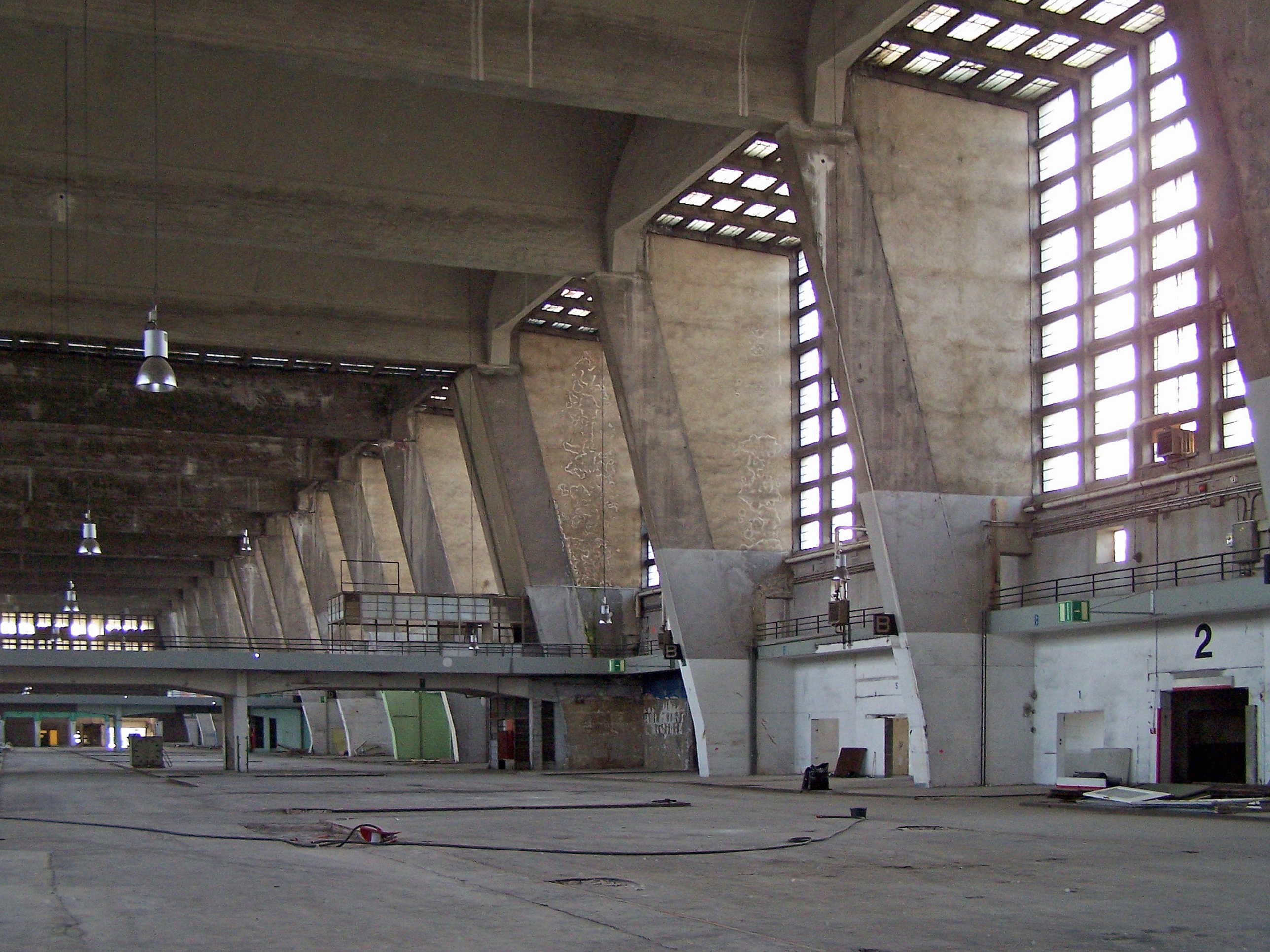
Vista dell'interno, agosto 2009

Il 1º gennaio del 2005 la città di Francoforte ha ceduto la Großmarkthalle e l'area circostante alla Banca centrale europea, dove ora si trova il nuovo quartier generale.
La parte centrale della Großmarkthalle è stata conservata e assume alcune funzioni pubbliche della BCE, come area visitatori, ristorante e ambienti per stampa e conferenze. Lo spazio tra il vecchio edificio e il fiume e'occupato dalla Skytower, un complesso di due grattacieli interconnessi di 185 metri di altezza, progettato dalla cooperativa di architetti viennese Coop Himmelb(l)au. È prevista anche la costruzione di un memoriale per le vittime dell'Olocausto. L'inaugurazione, inizialmente prevista per il 2011, è stata spostata al 2014.
Nel novembre del 2006 il comitato di pianificazione urbana di Francoforte ha accettato la proposta di eliminare dall'elenco di edifici storici sotto tutela i cosiddetti annexbauten, due edifici trasversali aggiunti alle estremità della Großmarkthalle, originariamente utilizzati per scopi sociali e religiosi. Quindi l'autorità per il patrimonio culturale locale ha permesso la loro demolizione prevista dal progetto per la nuova BCE. Inoltre una parte del tetto, distrutta durante la Seconda guerra mondiale e poi ricostruita, verrà tagliata da una struttura diagonale sporgente.
Secondo gli eredi dell'architetto dell'edificio, Martin Elsaesser (morto nel 1957) in base al diritto morale l'aspetto esterno della Großmarkthalle non può essere alterato senza che le modifiche programmate abbiano il loro accordo, fino a quando tali diritti scadono, 70 anni dopo la morte di Elsaesser. L'opinione degli eredi di Elsaesser però non tiene conto di un contratto del 1932 tra l'architetto e la città di Francoforte, che autorizza quest'ultima ad attuare modifiche alla struttura dell'edificio.
Nel corso del 2014 sono terminati i lavori di costruzione, e nel novembre dello stesso anno si è svolto il trasloco nel complesso nuova sede della BCE.